# Велика Пурга
Велика Пурга́ (рос. Большая Пурга) — село в Ігринському районі Удмуртії, Росія.

## Населення
Населення — 103 особи (2010; 138 в 2002).
Національний склад станом на 2002 рік:
- удмурти — 73 %
- росіяни — 26 %

## Урбаноніми[3]
- вулиці — Підгірна, Сонячна, Шкільна
- провулки — Клубний